# Radeon RX 6000
Radeon RX 6000 – rodzina procesorów kart graficznych (GPU) stworzona przez firmę AMD. Seria została oficjalnie wprowadzona na rynek 18 listopada 2020 r.
Seria ta oparta jest na mikroarchitekturze RDNA2.
Karty te są produkowane w procesie technologicznym TSMC N6 i TSMC N7, obsługują PCIe 4 x4, PCIe 4 x8 lub PCIe 4.0 x16 w zależności od modelu.
Jest to pierwsza generacja kart graficznych AMD ze sprzętową akceleracją ray tracingu.

## Szczegóły architektury
- Rdzenie oparte na architekturze RDNA2
- process proces produkcyjny TSMC N7
- process proces produkcyjny TSMC N6 (w przypadku kart RX 6500 i RX 6400)
- obsługa DirectX 12 Ultimate[4], OpenCL 2.1, OpenGL 4.6, Vulkan 1.3
- Dodano pamięć cache 3go poziomu pod marką „Infinity Cache” (wielkości od 8MB do 128MB w zależności od modelu karty)
- obsługa pamięci GDDR6
- obsługa interfejsu PCIe gen 4
- dodano rdzenie RA („Ray Accelerator” wspomagające ray tracing)[5]
- dodano funkcjonalność „Resizable BAR”
- dodano obsługę DisplayPort 1.4a
- dodano obsługę HDMI 2.1
- dodano sprzętowy dekoder video AV1[6]

## Produkty
| Model                | Rok                  | Architektura | Proces techn. | Liczba tranzystorów (mld) | Rozmiar [mm²] | Interfejs magistrali | Jednostki wykonawcze | Jednostki mapowania tekstur | Jednostki rasteryzujące | Rdzenie Ray Accelerator | Częstotliwość taktowania | Częstotliwość taktowania | Częstotliwość taktowania | Szczytowy współczynnik wypełnienia (ang. fillrate) przy bazowej częstotliwości | Szczytowy współczynnik wypełnienia (ang. fillrate) przy bazowej częstotliwości | Pamięć      | Pamięć              | Pamięć                                         | Pamięć   | Pamięć                       | Moc obliczeniowa GFLOPs [FMA] przy bazowej częstotliwości | Moc obliczeniowa GFLOPs [FMA] przy bazowej częstotliwości | Max TDP [waty] |
| Model                | Rok                  | Architektura | Proces techn. | Liczba tranzystorów (mld) | Rozmiar [mm²] | Interfejs magistrali | Jednostki wykonawcze | Jednostki mapowania tekstur | Jednostki rasteryzujące | Rdzenie Ray Accelerator | Podstawowa               | Turbo                    | Pamięć [MHz] bazowa      | Jednostki teksturowania [GTex/s]                                               | Jednostki ROP [GP/s]                                                           | Pamięć [GB] | Infinity cache [MB] | Maks. pasmo [GB/s] przy bazowej częstotliwości | Typ DRAM | Szerokość szyny danych [bit] | Pojedynczej precyzji                                      | Podwójnej precyzji                                        | Max TDP [waty] |
| -------------------- | -------------------- | ------------ | ------------- | ------------------------- | ------------- | -------------------- | -------------------- | --------------------------- | ----------------------- | ----------------------- | ------------------------ | ------------------------ | ------------------------ | ------------------------------------------------------------------------------ | ------------------------------------------------------------------------------ | ----------- | ------------------- | ---------------------------------------------- | -------- | ---------------------------- | --------------------------------------------------------- | --------------------------------------------------------- | -------------- |
| RX 6400 (Navi 24)    | 19 stycznia 2022     | RDNA 2       | TSMC N6       | 5,4                       | 107           | PCIe 4.0 x4          | 768                  | 48                          | 32                      | 12                      | 1923                     | 2321                     | 16000                    | 92,3                                                                           | 61,5                                                                           | 4           | 16                  | 128                                            | GDDR6    | 64                           | 2954                                                      | 184,6                                                     | 53             |
| RX 6500 XT (Navi 24) | 19 stycznia 2022     | RDNA 2       | TSMC N6       | 5,4                       | 107           | PCIe 4.0 x4          | 1024                 | 64                          | 32                      | 16                      | 2310                     | 2815                     | 18000                    | 147,8                                                                          | 73,9                                                                           | 4 lub 8     | 16                  | 144                                            | GDDR6    | 64                           | 4731                                                      | 295,6                                                     | 107 lub 113    |
| RX 6600 (Navi 23)    | 13 października 2021 | RDNA 2       | TSMC N7       | 11,06                     | 237           | PCIe 4.0 x8          | 1792                 | 112                         | 64                      | 28                      | 1626                     | 2491                     | 14000                    | 228,9                                                                          | 104,1                                                                          | 8           | 32                  | 224                                            | GDDR6    | 128                          | 7325                                                      | 457,8                                                     | 132            |
| RX 6700 (Navi 22)    | 9 czerwca 2022       | RDNA 2       | TSMC N7       | 17,2                      | 335           | PCIe 4.0 x8          | 2304                 | 144                         | 64                      | 36                      | 1941                     | 2450                     | 16000                    | 279,5                                                                          | 124,2                                                                          | 10          | 80                  | 320                                            | GDDR6    | 160                          | 8944                                                      | 559,0                                                     | 175            |
| RX 6800 (Navi 21)    | 18 listopada 2020    | RDNA 2       | TSMC N7       | 26,8                      | 520           | PCIe 4.0 x16         | 3840                 | 240                         | 96                      | 60                      | 1700                     | 2105                     | 16000                    | 408                                                                            | 163,2                                                                          | 16          | 128                 | 512                                            | GDDR6    | 256                          | 13056                                                     | 816                                                       | 250            |
| RX 6900 XT (Navi 21) | 8 grudnia 2020       | RDNA 2       | TSMC N7       | 26,8                      | 520           | PCIe 4.0 x16         | 5120                 | 320                         | 128                     | 80                      | 1825                     | 2250                     | 16000                    | 584.0                                                                          | 233.6                                                                          | 16          | 128                 | 576                                            | GDDR6    | 512                          | 18,688                                                    | 1,168                                                     | 300            |